# Trisetum thospiticum
Trisetum thospiticum là một loài thực vật có hoa trong họ Hòa thảo. Loài này được Chrtek miêu tả khoa học đầu tiên năm 1966.